# Fathi Chebel
Fathi Chebel (Lione, 19 agosto 1956) è un ex calciatore algerino, di ruolo difensore.

## Palmarès
- Coppa di Francia: 1

Nancy: 1977-1978